# 私を喰べたい、ひとでなし
『私を喰べたい、ひとでなし』（わたしをたべたい ひとでなし）は、苗川采による日本の漫画作品。『電撃マオウ』（KADOKAWA）にて、2020年10月号から連載中。略称は「わたたべ」。
多くの妖怪を惹きつける血肉を持つ少女・比名子のもとに、彼女を食べたいという人魚の汐莉が現れ、比名子が成熟するまで他の妖怪から彼女を守り、いずれ食べると約束するところから始まる物語。
2021年6月には第2巻の発売記念として本作のイメージPVが公開された。また百合ナビの第5回百合漫画総選挙のストーリー部門で9位に選ばれた。テレビアニメが2025年10月から放送予定。

## あらすじ
過去に事故で家族を失い、心に暗い影を落としたまま日々を過ごしていた比名子のもとに、あるとき人魚の少女汐莉が現れる。比名子の血肉は妖怪たちにとっては特別に美味であり、汐莉も比名子が成熟するまで外敵から比名子を守るためにやってきたのだという。事故以来、漠然と死を望んでいた比名子はそれを受け入れ、食べられる日を待つことになる。

## 登場人物
声の項はテレビアニメ版の声優。
八百歳 比名子（やおとせ ひなこ）
声 - 上田麗奈
本作の主人公。海辺の街で一人暮らしをしている女子高生。
近江 汐莉（おうみ しおり）
声 - 石川由依
比名子のもとに現れた人魚の少女。
社 美胡（やしろ みこ）
声 - ファイルーズあい
比名子のクラスメイトで幼なじみ。正体は「オキツネ様」として知られる人喰いの妖怪。

## 作風
本作の舞台は海辺の穏やかな田舎町のイメージで設定されているが、一部は愛媛県伊予市など作者の苗川の地元である中予地方がモデルとなっている。
仄暗い少女たちの拗れた関係が描かれている。

## 書誌情報
- 苗川采『私を喰べたい、ひとでなし』KADOKAWA〈電撃コミックスNEXT〉、既刊10巻（2025年5月27日現在）
  1. 2021年2月27日発売[12][13]、ISBN 978-4-04-913658-6
  2. 2021年6月25日発売[14][6]、ISBN 978-4-04-913873-3
  3. 2021年11月27日発売[10]、ISBN 978-4-04-914079-8
  4. 2022年5月27日発売[15]、ISBN 978-4-04-914429-1
  5. 2022年9月26日発売[16]、ISBN 978-4-04-914606-6
  6. 2023年3月27日発売[17]、ISBN 978-4-04-914947-0
  7. 2023年8月25日発売[18]、ISBN 978-4-04-915196-1
  8. 2024年2月26日発売[19]、ISBN 978-4-04-915531-0
  9. 2024年10月25日発売[20]、ISBN 978-4-04-916065-9
  10. 2025年5月27日発売[21]、ISBN 978-4-04-916495-4

## テレビアニメ
2025年10月よりAT-Xほかにて放送予定。アニメーション制作はスタジオリングスで、シリーズ元請けとなるのは本作が初である。

### スタッフ
- 総監督 - 葛谷直行[1]
- 監督 - 鈴木裕輔[1]
- シリーズ構成・脚本 - 広田光毅[1]
- キャラクターデザイン - 郁山想[1]
- 色彩設計 - 水野多恵子[8]
- 美術監督 - 工藤義隆[8]
- 撮影監督 - 武原健二[8]
- 3DCG - 志田じしろ[8]
- 編集 - 瀧川三智[8]
- 音響監督 - 納谷僚介[1]
- 音響効果 - 斎藤みち代[8]
- 音楽 - 井内啓二[1]
- アニメーションプロデューサー - 高木秀仁[8]
- プロデュース - インフィニット[1]
- アニメーション制作 - スタジオリングス[1]

### 主題歌
「贄-nie-」
吉乃によるオープニング主題歌。作詞・作曲はユリイ・カノン、編曲はユリイ・カノン、Naoki Itai。
「リリィ」
八百歳比名子（CV.上田麗奈）によるエンディング主題歌。作詞・作曲は北澤ゆうほ、編曲は佐藤厚仁。

### 放送局
| 放送期間        | 放送時間                     | 放送局         | 対象地域 | 備考                      |
| --------------- | ---------------------------- | -------------- | -------- | ------------------------- |
| 2025年10月2日 - | 木曜 22:30 - 23:00           | AT-X           | 日本全域 | CS放送 / リピート放送あり |
|                 | 木曜 23:30 - 金曜 0:00       | TOKYO MX       | 東京都   |                           |
| 2025年10月3日 - | 金曜 0:00 - 0:30（木曜深夜） | サンテレビ     | 兵庫県   |                           |
|                 | 金曜 1:00 - 1:30（木曜深夜） | BS日テレ       | 日本全域 | BS/BS4K放送               |
| 2025年10月4日 - | 土曜 1:50 - 2:20（金曜深夜） | 愛媛朝日テレビ | 愛媛県   |                           |